# 100 meter häck för damer i friidrott vid olympiska sommarspelen 1988
100 meter häck för damer vid olympiska sommarspelen 1988 i Seoul avgjordes 30 september. 

## Medaljörer
| Gren           | Guld                         | Guld     | Silver                               | Silver | Brons                                      | Brons |
| 100 meter häck | Jordanka Donkova · Bulgarien | 12,38 OR | Gloria Kovarik-Siebert · Östtyskland | 12,61  | Claudia Reidick-Zazckiewicz · Västtyskland | 12,75 |

## Resultat
- Q innebär avancemang utifrån placering i heatet.
- q innebär avancemang utifrån total placering.
- DNS innebär att personen inte startade.
- DNF innebär att personen inte fullföljde.
- DQ innebär diskvalificering.
- NR innebär nationellt rekord.
- OR innebär olympiskt rekord.
- WR innebär världsrekord.
- WJR innebär världsrekord för juniorer
- AR innebär världsdelsrekord (area record)
- PB innebär personligt rekord.
- SB innebär säsongsbästa.

### Final
| Placering | Final                     | Tid       |
| --------- | ------------------------- | --------- |
|           | Jordanka Donkova (BUL)    | 12,38(OR) |
|           | Gloria Siebert (GDR)      | 12,61     |
|           | Claudia Zackiewicz (FRG)  | 12,75     |
| 4.        | Natalia Grigorjeva (URS)  | 12,79     |
| 5.        | Florence Colle (FRA)      | 12,98     |
| 6.        | Julie Rocheleau (CAN)     | 12,99     |
| 7.        | Monique Ewanje-Epée (FRA) | 13,14     |
| 8.        | Cornelia Oschkenat (GDR)  | 13,73     |

### Semifinaler
- Hölls fredagen den 1988-09-30

| Placering | Heat 1                  | Tid   |
| --------- | ----------------------- | ----- |
| 1.        | Jordanka Donkova (BUL)  | 12,58 |
| 2.        | Gloria Siebert (GDR)    | 12,60 |
| 3.        | Julie Rocheleau (CAN)   | 12.91 |
| 4.        | Florence Colle (FRA)    | 12.92 |
| 5.        | Kerstin Knabe (GDR)     | 12.93 |
| 6.        | Lesley-Ann Skeete (GBR) | 13.23 |
| 7.        | LaVonna Martin (USA)    | 13.29 |
| 8.        | Gail Devers (USA)       | 13.51 |

| Placering | Heat 2                     | Tid   |
| --------- | -------------------------- | ----- |
| 1.        | Cornelia Oschkenat (GDR)   | 12,63 |
| 2.        | Claudia Zackiewicz (FRG)   | 12.75 |
| 3.        | Natalia Grigorjeva (URS)   | 12.81 |
| 4.        | Monique Ewanje-Epée (FRA)  | 12.95 |
| 5.        | Marjan Olyslager (NED)     | 13.08 |
| 6.        | Sally Gunnell (GBR)        | 13.13 |
| 7.        | Jacqueline Humphrey (USA)  | 13.59 |
| –         | Ludmila Narozjilenko (URS) | DNF   |